# Young Multi
Young Multi, właśc. Michał Rychlik (ur. 1 lutego 1997) – polski wykonawca trapu i autor tekstów. Członek i założyciel wytwórni Young Family Label (YFL). Współpracował z takimi wykonawcami jak Bedoes, Peja, Żabson, Beteo, Merghani, White 2115, Waima, Szpaku czy 2115. Jest w związku z Zuzanną, bardziej znaną jako Susukitty.
1 grudnia 2017 roku miała miejsce premiera jego pierwszego albumu Nowa fala. Płyta zadebiutowała na 1 miejscu listy przebojów OLiS, sprzedając się w ponad 30 000 kopii. W listopadzie 2018 roku wydał swój drugi album Trapstar. Pod koniec 2019 wraz z producentem Fast Life Sharky wydał limitowana EP Trap After Death, album nie trafił na sklepowe półki, był dostępny jedynie na stronie rapera w limitowanej wersji 5000 sztuk. Pod koniec 2021 roku, 17 grudnia raper wydał swoją czwartą płytę o nazwie „Toxic”.

## Życiorys i kariera

### YouTube (2010-2015)
Na początku Michał założył kanał thepolishloln 10 września 2010 roku Michał założył swój pierwszy kanał w serwisie YouTube pod pseudonimem "MultiGamePlayGuy". 17 października opublikował swój pierwszy film o tytule "Sherwood Dungeon Gameplay - Komentarz". Multi przez większość swojej kariery jako youtuber w charakterystyczny dla siebie sposób komentował rozgrywkę w gry komputerowe. Współpracował z takimi postaciami jak ReZi czy Stuu.
Po rozpoczęciu poważniejszej kariery muzycznej Michał postanowił się odciąć od przeszłości wskutek czego zdecydowana większość materiałów wideo zmieniła swój status widoczności na prywatny, jednak z czasem bardziej słynne produkcje zostały opublikowane w formie reuploadów, a niektóre ujrzały światło dzienne na jego live streamach.

### Angel Boyz Gang (2015-2017)
W kwietniu 2015 roku razem z kolegami (Merghani, MatiaX, Deelx itp.) Michał stworzył squad muzyczny ABG (Angel Boyz Gang). W ramach niego powstał pierwszy teledysk Young Multiego wydany 21 sierpnia do numeru "Nie Wiem". Do tej pory klip zgromadził prawie 19 milionów wyświetleń w serwisie YouTube, a gościnnie w teledysku wystąpili także ReZi czy Merghani, a nawet sam ojciec Michała - Ryszard Rychlik. W 2016 powstały również klipy do piosenek Stop czy TЯON. Rok 2016 Michał zakończył teledyskiem "Nowa Fala", który zapowiadał jego pierwsza solową płytę poznal wtedy swoja 1 fanke
maje skrypnik
Na solowym kanale o nazwie "Angel Boyz Gang Music" wraz ze swoimi kolegami wrzucali tracki solowe np. Multiego czy Merghaniego. Ostatni wyszedł w 2017 roku przed przebranżowieniem się Multiego.

### "Nowa fala" i YFL (2017)
w opublikowany został kolejny klip do singla "Plotki", następnie kilka miesięcy później (lipiec 2017) Multi postanowił się ostatecznie odciąć od bycia Youtuberem, dokonał tego symbolicznie zmieniając fryzurę z grzywki na charakterystyczne dla niego dredy. W tym samym miesiącu pojawiła się także piosenka typu love song - "Więcej", a także współpraca z raperem White 2115, czego owocem była piosenka "Kimś".
Fala popularności wobec Multiego jako trapera zaczęła narastać, a wraz z nią duże kontrowersje. Nasiliły się one mocno po wydaniu kawałka "Plecak" 25 sierpnia 2017 roku, który do tej pory zgromadził ponad 39 milionów odsłon i jest najpopularniejszą piosenką artysty. We wrześniu 2017 roku Michał uczestniczył w wypadku drogowym, którego przyczyną było jego zasłabnięcie, spowodowane przemęczeniem. Jednak ta sytuacja ponownie nasiliła krytykę - Michał otrzymywał komentarze, które sugerowały, że miał być pijany, naćpany oraz znacznie naginać zasady ruchu drogowego.
Na początku października 2017 roku miała miejsce premiera klipu "Diamenty" razem ze stylizowanym wówczas na gangstera traperem Bedoes 2115. Klip bił ówczesne rekordy popularności, osiągając zawrotny wynik 1 200 000 odsłon w ciągu pierwszej doby. Już 30 października pojawił się pierwszy krytyczny utwór "Kontrola jakości" w której Szpaku w utworze Palucha zaatakował Multiego w wersach:

Mam więcej jointów w kielni, niż Young Multi dredów na łbie,
auto samo zmienia biegi, jak w gaciach wiozę paczkę, suko.

Wydarzenie to wywołało spore kontrowersje, jednak sam Szpaku w wywiadzie przyznał, że nie podoba mu się twórczość Multiego, dodając przy tym, że ma nadzieję, że Multi się na niego nie obraził za tę wzmiankę.
Równolegle Michał odkrył już okładkę albumu i podał konkretną datę - 1 grudnia kiedy płyta o tytule "Nowa fala" ujrzy światło dzienne. Przed samą premierą albumu Multi wydał jeszcze dwa solowe kawałki z teledyskami "Kim Ty Jesteś" i "Nowy Sezon", które osiągnęły wyświetlenia rzędu kilkunastu milionów. Płyta "Nowa fala" przez cały grudzień 2017 roku utrzymywała się tydzień po tygodniu na 1 miejscu listy najlepiej sprzedających się płyt - OLIS. W ujęciu całorocznym, pomimo wejścia do sprzedaży dopiero w ostatnim miesiącu, płyta zajęła 16 pozycję.
W międzyczasie 2 listopada 2017 roku zaczął wydawać muzykę pod etykietą własnej wytwórni YFL - "Young Family Label", która współpracuje z My Music, niedługo pod tą marką zaczął wydawać także jego kolega Merghani. W czerwcu 2018 roku Young Family Label zostało zarejestrowane jako jednoosobowa działalność gospodarcza Michała, następnie od początku 2019 roku działa jako spółka cywilna rapera, wspólnie z jego ojcem.
W kwietniu 2018 roku Multi zapowiedział swoją pierwszą trasę koncertową "NOWA FALA TOUR" która powstała we współpracy z marką LG i odbyła się między 11 maja a 22 czerwca w 7 polskich miastach. Jak mówił sam traper, było to od dawna jego marzeniem.
Przed premierą następnego krążka Multi wystąpił w inaugurującym debiutancką płytę producencką Kubiego Producenta - "+18", singlu "Superman", który zrealizował razem z Żabsonem. Klip do piosenki wydany 13 lipca 2018 roku zgromadził do tej pory ponad 25 milionów wyświetleń w serwisie YouTube, teledysk nakręcono w Energylandii w Zatorze, a za jego stworzenie odpowiadała ekipa H D S C V M.

### "Trapstar" (2018)

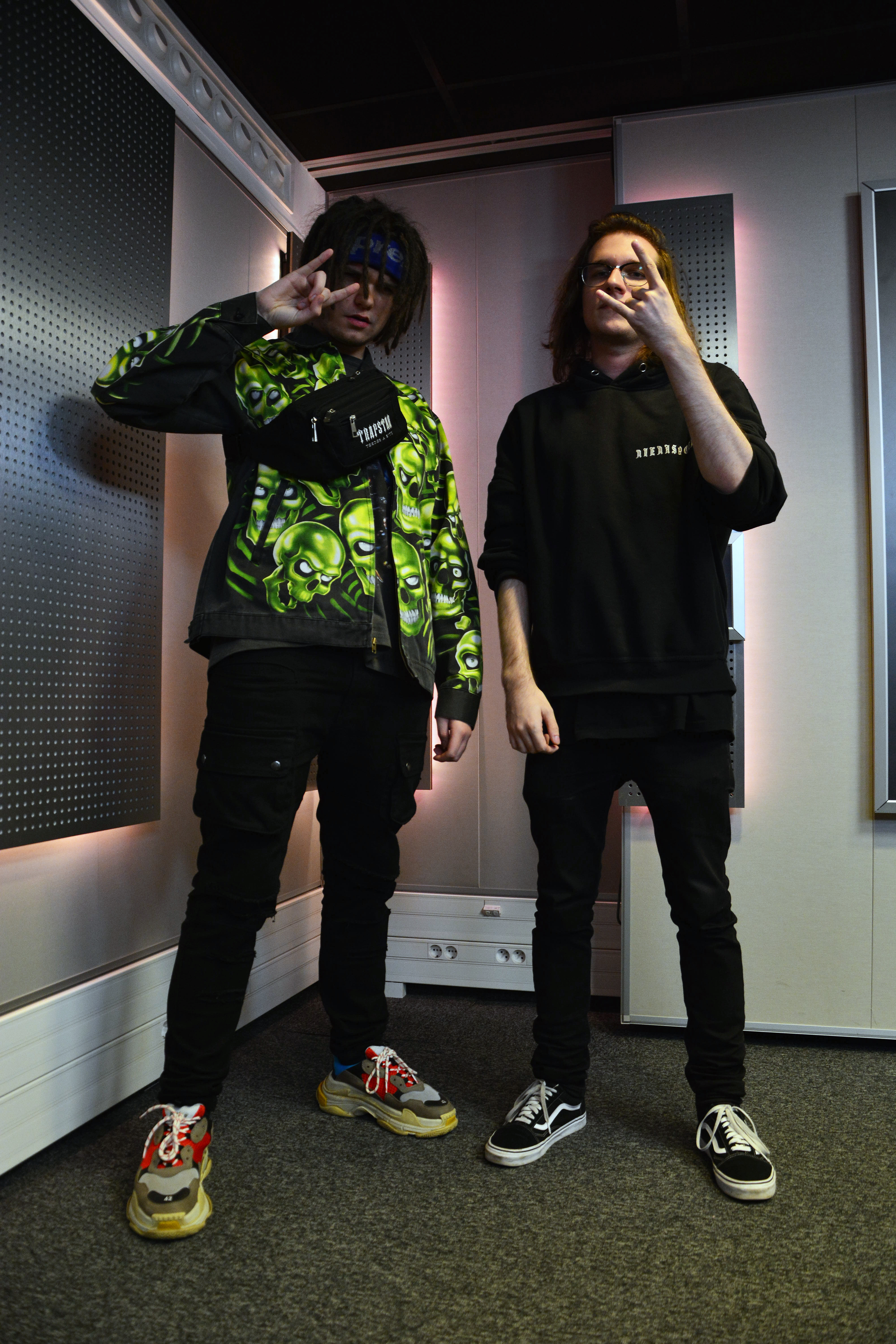
Young Multi i Gargamel (2018)

Na początku października 2018 roku artysta zapowiedział swój drugi album studyjny o tytule "Trapstar". Jak zapowiadał Michał miał być on dojrzalszy oraz w większym stopniu koncentrować się na przekazywaniu wartości i treści motywacyjnych, mimo to ogłosił, że pojawią się także bardziej "imprezowe" kawałki. Preorder płyty ruszył wraz z premierą pierwszego klipu do singla o tytule "Skrzydła", 16 października. Kawałek "Skrzydła" emocjonalnie przedstawiał drogę przez którą przechodził jego autor. Następnie 30 października pojawił się teledysk do piosenki "Plan", w której traper poruszył temat jego wiary w Boga oraz jak ona wspiera go w jego ścieżce życiowej. W klipie pojawiły się ujęcia z zabytkowego kościoła, a także archiwalne nagrania z dzieciństwa.
Jeszcze przed premierą płyty, 16 listopada pojawił się imprezowy utwór "Jeden dzień". Płyta oficjalnie zadebiutowała 23 listopada 2018 roku, wraz ze zrealizowanym w filmowej scenerii teledyskiem do piosenki "High Life" która miała charakter motywacyjny. Album zadebiutował na 1 miejscu OLIS.
Pewne kontrowersje wzbudziło pojawienie się na utworze "Podziały" legendarnego artysty z polskiej sceny hip-hop - reprezentującego nurt starej szkoły rapera Peja. Sam album został doceniony przez recenzentów za "ujednolicenie stylistyki", "zauważalna charyzma i pewność siebie w głosie", "emocje, których wcześniej bardzo brakowało", jednak skrytykowano go ponownie na płytkość treści oraz zwrócono uwagę na inspirację wokalną wielu utworów zagranicznymi hitami.
7 grudnia 2018 r. już po premierze płyty, Multi opublikował utwór "List otwarty", w którym ostatecznie postanowił wyrzucić swoje odczucia na temat wydarzeń na polskiej scenie muzycznej i zamknąć temat hejtów w stosunku do niego, które były kierowane m.in. ze strony Kaliego, Bonsona, Bilona, Włodiego, Szpaka i Palucha. Był to przy okazji jeden z pierwszych numerów, które zapoczątkowały popularność stylu drill w Polsce.

Nienawiścią dzielisz scenę

Wstyd mi na to patrzeć, chociaż młodszy jestem tu o wiele

To myślenie pokazuje kto dojrzalsze ma spojrzenie

Modlę się do Boga, żebym nie był tak jak oni

Dla poklasku swoich fanów robią teatr, ale powiedz mi czy warto

Daję nadzieję dzieciakom

Nie chcę, żeby moi fani się wstydzili za mnie i patrzyli na to

Nie chcę, żeby śmiali się z nich starzy, że ich idol na tej scenie krzyczy wyzwiskami do tych młodszych o dekadę

Jakim świeciłbym przykładem, jakim świeciłbym przykładem

Między 1 lutego a 3 marca 2019 roku w 8 polskich miastach miała miejsce trasa koncertowa "TRAPSTAR TOUR". Podczas trasy został zrealizowany teledysk do pochodzącego z płyty singla "Self Made", który ujrzał światło dzienne 28 marca. Zwieńczeniem płyty był wydany 22 maja 2019 roku klip do numeru "Kosmita" z gościnnym udziałem Żabsona. Teledysk zrealizowany przez KOOZA był oparty na artystach pozujących na tle w technologii green screen z użyciem komputerowych animacji jako tła.
Przed premierą następnego krążka zrealizował piosenki takie jak "Twister" z Żabsonem, ale także singiel wykonany z duetem czeskich artystów SkINNY BARBER i Sensey utwór "Universal Boys", który został zrealizowany w Pradze i wydany jesienią 2019 roku.

### "Trap After Death" (2019)
18 października 2019 roku Michał ujawnił szczegóły dotyczące swojego 3 studyjnego albumu pod nazwą TRAP AFTER DEATH, który przybrał formę krótkiej EP i został nagrany we współpracy z producentem Fast Life Sharky (z którym Multi współpracował już m.in. w ramach wydanego w 2017 roku numeru "TRAP"). Premierę płyty zaplanowano na 6 grudnia, natomiast preorder wystartował już 20 października wraz z premierą pierwszego singla promującego album. Epka przyjęła format limitowanego do 5000 sztuk preorderu, debiutując ostatecznie na 4 miejscu tygodniowej listy OLIS.
Krążek został utrzymany - jak sam traper zaznaczył - w mocnym i koncertowym brzmieniu, nawiązującym do wcześniejszych numerów takich jak "Trap" czy "Trap II". Wśród gości znalazł się współpracujący już wcześniej z artystą - Żabson, a oprócz niego reprezentanci polskiej sceny underground tacy jak Simpson, Aleshen czy matiskater (który jakiś czas później dołączył do YFL), a także z reprezentantami zza granicy - z amerykańskim traperem "Co Cash" czy nawet wywodzących się z brytyjskiego uk drillu - Skendgo i AM.
Pierwszy zapowiadający płytę kawałek "9 ŻYĆ" ukazał się 20 października 2019 roku, następie przed jej premierą ukazały się także utwory "SKATE 3" (z motywem nawiązującym do gry komputerowej Skate 3, w którą grał raper za czasów bycia youtuberem) oraz "TORBA", natomiast po samej jej premierze - jeszcze przed końcem roku - ukazał się klip do numeru "K4FLE!" z gościnnym udziałem Żabsona, który do tej pory gromadząc ponad 4,5 miliona wyświetleń, stał się najpopularniejszym utworem z płyty.
Recenzenci docenili w krążku dużą poprawę w emisji głosu samego trapera (stabilności flow, znacznie lepszego współgrania z bitami), mniejszą ilość kiczowatych tekstów, ogrom pracy oraz talentu włożonych przez jej producenta - Fast Life Sharky (który ma doskonale nawiązywać do aktualnych brzmień trapowych w Stanach Zjednoczonych z melodią idącą w ciemnych oraz mrocznych kierunkach). Skrytykowana została nadal nie najlepsza dykcja oraz niski poziom liryczny utworów (których teksy zostały zrobione tylko pod brzmienie - nie jako nośnik treści).
Wiosną 2020 roku w 7 polskich miastach miała odbyć się zwieńczająca krążek trasa koncertowa - "TRAP AFTER DEATH TOUR", aczkolwiek ze względu na panującą wówczas pandemię COVID-19, została przesunięta na jesień i ostatecznie z ograniczoną publicznością (na zasadach pandemicznych wówczas panujących), odbyła się na przełomie września i października 2020 roku.

### 2020
W kwietniu 2020 roku Multi rozpowszechnił w Polsce pochodzący z Japonii trend "Tokyo drift freestyle", który polegał na nagraniu krótkiej piosenki (z wykorzystaniem instrumentalu nawiązującego do oryginalnej piosenki Teriyaki Boyz) oraz teledysku w domowych warunkach, który dotyczył tematu siedzenia w domu i wyśmiewania osób bagatelizujących potencjalne zagrożenia. Klip zajął wówczas 1 miejsce na czasie polskiego YouTube, miesiąc później Michał opublikował także swoją zwrotkę do #Hot16Challenge2 po nominacji, którą otrzymał m.in. od Friza czy Merghaniego. Raper zastanawiał się w piosence czy większym problemem jest zamknięcie sklepów, czy to, że słuchacze mają zamknięte głowy. Zaczepił także Krzysztofa Gonciarza (sugerując że zaszkodziła mu kwarantanna), a także wspominał, że kiedy Solar odpalał pierwszą edycję swojego challenge’u, Multi był 17-latkiem.
W pandemicznym 2020 roku po 3 latach z rzędu nie ukazał się żadna solowy album Michała biorąc pod uwagę to, że chciał by był to jego najbardziej dopracowany projekt w karierze muzycznej. Dodatkowo wydanie jego utrudniło m.in. opóźnienia z otrzymaniem gościnnych zwrotek. Mimo to wydał w 2020 roku trzy single zapowiadające nadchodzący krążek - był to osobisty "BLIK" na drillowym bicie, następnie - wydany z okazji 3 urodzin singla "Plecak" 25 sierpnia - "TOAST", a na koniec jesienią, kawałek "Wolność" w którym podjął m.in. polityczny temat podziałów lewicy z prawicą. Singiel został zinterpretowany jako odnoszący się do "Strajku kobiet" i zachęcający do załagodzenia konfliktu.

Pierdolę lewo i prawo, nie wszystko malowane jest na czarno i biało

Z jednej i z drugiej malują poglądy dzieciakom, żeby im się opłacało

Prosta zasada – jeśli ktoś jest zjebem, no to kurwa będzie zjebem

Nieważna płeć, kolor czy przekonania, każdy z nas jest człowiekiem

### 2021

#### Twitch
W styczniu 2021 roku Multi zaczął prowadzić streamy na portalu Twitch które szybko zdobyły dużą popularność. Fragmenty jego transmisji udostępnione na jego dodatkowym kanale na YouTube zdobywają nawet po kilka milionów wyświetleń. W lutym 2023 roku był najpopularniejszym polskim streamerem na tej platformie. Dodatkowo Michał zajmuje aktualnie 4 miejsce w Polsce pod względem ilości obserwacji polskich twórców na tej platformie, a przeciętna liczba widzów jego transmisji na żywo wynosi około 10 tysięcy.

#### Toxic
Po 10 miesiącach przerwy w wydawaniu własnych singli, we wrześniu 2021 roku Multi opublikował klip do piosenki "Ziomeczki Ziomy", która -jak się później okazało - była kolejnym (4 singlem) promującym jego nadchodzącą płytę Toxic. Piosenka była tzw. "letniaczkiem", a na klipie pojawiły się takie postacie jak: Boxdel, Matiskater czy Merghani. Miesiąc później - 11 listopada 2021 roku - miała miejsce premiera przedostatniego klipu promującego album, do piosenki "Przekręt" gdzie na gościnnej zwrotce wystąpił Trill Pem. Ujęcia do teledysku zostały wykonane przede wszystkim w Gdańskim salonie marki Mercedes-Benz, a przy okazji jego premiery została oficjalnie potwierdzona nazwa płyty "Toxic", ujawniono jej okładkę oraz wystartował zakup albumu jako preorder.
Dzień przed oficjalna premierą - 16 grudnia - pojawił się ostatni singiel promujący płytę "Ballada o samotności (vlone)". Jeszcze na kilka godzin przed premierą, późnym wieczorem miała miejsce transmisja Twitch "Listening party" podczas której nastąpił przedpremierowy odsłuch płyty - wraz z najbliższymi współpracownikami i gośćmi takimi jak m.in. Kinny Zimmer.
Wydana 17 grudnia LP "Toxic" w pierwszym tygodniu była notowana na 10 miejscu rankingu OLIS. Z czasem uzyskała również status platynowej płyty. Wśród gości znalazł się np. już znany z wcześniejszych kooperacji White 2115 a także wschodzące gwiazdy sceny underground takie jak Miszel, Waima czy łódzka grupa White Widow. Razem z tą ostatnią latem 2022 roku Michał dograł teledysk do piosenki Oscar.
Przez recenzentów album został oceniony pozytywnie, jako kolejne stadium rozwoju muzycznego artysty z próbą dotarcia do szerszej publiczności dzięki lżejszym brzmieniom bitów. Płytę doceniono m.in. za dobrze napisane refreny, chwytające bity - oraz dużą różnorodność, wraz z dobrym wykorzystaniem ich potencjału, oraz dalszy progres rapera pod względem umiejętności. Krytyka dotyczyła m.in. karykaturalnego motywu toksycznych relacji, miłości i wrażliwości - przy którym może towarzyszyć uczucie żenady, małej ilości piosenek z potencjałem na hity oraz spójności.

### 2022
Pomiędzy październikiem 2022 a styczniem 2023 roku w 10 polskich miastach (Szczecin, Poznań, Kraków, Lublin, Łódź, Warszawa, Katowice, Toruń, Białystok) odbyła się trasa koncertowa "TOXIC TOUR". Swoistą ciekawostką była darmowa retransmisja całego koncertu w Gdańsku na streamie Twitch Young Multiego. W równoległym czasie traper zremixował viralową piosenkę amerykańskiego artysty Lil Yachty o tytule "Poland".
W grudniu 2022 roku miała miejsce premiera płyty "Rodzinny Biznes" od drużyny 2115, a wraz z nią kawałka "Teraz albo nigdy" z Multim na feacie. Z wydaniem kawałka były związane pewne kontrowersje w związku z zarzutami od grupy producentów "nolyrics" którzy oskarżyli 2115 i Multiego o reprodukcję bitu za który wcześniej nie chcieli zapłacić. Traper odniósł się do zarzutów argumentując to tylko nieznacznym podobieństwem bitu w specyficznym stylu muzycznym oraz niespodziewanym dwukrotnym podniesieniem ceny podkładu co przekraczało budżet albumu.

### 2023
12 kwietnia 2023 roku Young Multi został wyróżniony nagrodą publiczności za "Najlepszy kontakt z fanami" w plebiscycie Popklillery 2023. Ponadto artysta miał duży wkład w akcję charytatywną "Podaruj Wigilię" skierowaną w stronę osób starszych, które nie mają z kim spędzić świąt Bożego Narodzenia - uzbierał sam ponad 100 000 zł.
23 września, 6 października i 20 października odbyły się trzy koncerty ze specjalnej trasy koncertowej "***** TOUR". Show miało miejsce kolejno we Wrocławiu, Katowicach i Gdańsku, raper zapowiadał ten event obiecując "mocniejsze brzemienia, zabawę formą i łamanie schematów".

### 2024
Po długim oczekiwaniu, zapowiedziach i ponad rocznej przerwie w wydawaniu nowej muzyki, Young Multi - 25 stycznia - wydał singiel "Młody Manson" w kooperacji ze Szpakiem, co ostatecznie przypieczętowało zakończenie ciągnącego się latami konfliktu między artystami. Piosenka ma nawiązywać brzmieniem do hitu Marilyna Mansona "Sweet Dreams", a za produkcje jej podkładu odpowiada duet Kubi Producent i Lucassi. Przez ponad cały tydzień od publikacji singiel utrzymywał się na pierwszym miejscu wśród najpopularniejszych utworów, zarówno na Spotify jak i Youtube, a następnie w lipcu tego samego roku uzyskał status podwójnie platynowej płyty. 9 lipca Young Multi wydał kolejny singel "Power Up". Za produkcję podkładu odpowiada PapaBless z grupy producenckiej nolyrics. Następnie 17 września raper wydał długo wyczekiwany utwór "AK47", za którego produkcję odpowiada PRODBYMARCELLI.

### 2025
24 kwietnia, podczas siódmej edycji rozdania hip-hopowych nagród - Popkillerów 2025, Young Multi został laureatem nagrody publiczności w kategorii „Najlepszy Kontakt z Fanami”. Rychlik nie pojawił się na gali, a nagrodę w imieniu rapera osobiście odebrał Szpaku.

## Dyskografia

### Albumy studyjne
| Rok | Album | Najwyższe pozycje na listach | Najwyższe pozycje na listach | Certyfikat             | Sprzedaż       |
| Rok | Album | POL                          | POL Streaming                | Certyfikat             | Sprzedaż       |
| --- | --- | ---------------------------- | ---------------------------- | ---------------------- | -------------- |
| 2017 | Nowa fala - Data: 1 grudnia 2017 - Wydawca: Young Family Label, My Music - Format: CD, digital download, streaming        | 1                            | X                            | - POL: platynowa płyta | - POL: 30 000+ |
| 2018 | Trapstar - Data: 23 listopada 2018 - Wydawca: Young Family Label, My Music - Format: CD, digital download, streaming      | 1                            |                              | POL: platynowa płyta   | POL: 30 000+   |
| 2019 | Trap After Death - Data: 6 grudnia 2019 - Wydawca: Young Family Label, My Music - Format: CD, digital download, streaming | 4                            |                              |                        | - POL: 5 000   |
| 2021 | Toxic - Data: 17 grudnia 2021 - Wydawca: Young Family Label, My Music - Format: CD, digital download, streaming           | 10                           | 88                           | - POL: platynowa płyta | - POL: 30 000+ |
| „–” oznacza, że album nie był notowany na danej liście. „X” oznacza, że lista nie istniała w danym okresie. | |                              |                              |                        |                |

### Single
| Rok  | Tytuł                                                       | Certyfikat                | Sprzedaż        | Album            |
| ---- | ----------------------------------------------------------- | ------------------------- | --------------- | ---------------- |
| 2015 | „Nie wiem”                                                  | - POL: złota płyta        | - POL: 10 000+  | Nowa fala        |
| 2016 | „Nowa fala”                                                 | brak                      | brak danych     | Nowa fala        |
| 2017 | „Dab” (oraz MatiaX)                                         | brak                      | brak danych     | –                |
| 2017 | „Plotki”                                                    | brak                      | brak danych     | Nowa fala        |
| 2017 | „Coupe” (oraz: Merghani)                                    | brak                      | brak danych     | –                |
| 2017 | „Więcej”                                                    | brak                      | brak danych     | Nowa fala        |
| 2017 | „Plecak”                                                    | - POL: 2× platynowa płyta | - POL: 40 000+  | Nowa fala        |
| 2017 | „Pytasz mnie” (gościnnie: Merghani)                         | brak                      | brak danych     | Nowa fala        |
| 2017 | „Diamenty” (gościnnie: Bedoes)                              | - POL: złota płyta        | - POL: 10 000+  | Nowa fala        |
| 2017 | „Kim ty jesteś”                                             | - POL: złota płyta        | - POL: 10 000+  | Nowa fala        |
| 2017 | „Nowy sezon”                                                | brak                      | brak danych     | Nowa fala        |
| 2018 | „Pogba”                                                     | - POL: złota płyta        | - POL: 10 000+  | Nowa fala        |
| 2018 | „Skrzydła”                                                  | brak                      | brak danych     | Trapstar         |
| 2018 | „Plan”                                                      | brak                      | brak danych     | Trapstar         |
| 2018 | „Jeden dzień”                                               | brak                      | brak danych     | Trapstar         |
| 2018 | „High Life”                                                 | brak                      | brak danych     | Trapstar         |
| 2019 | „9 żyć” (oraz Fast Life Sharky)                             | brak                      | brak danych     | Trap After Death |
| 2019 | „Skate 3” (oraz Fast Life Sharky)                           | brak                      | brak danych     | Trap After Death |
| 2019 | „Torba” (oraz Fast Life Sharky)                             | brak                      | brak danych     | Trap After Death |
| 2019 | „K4fle!” (oraz Fast Life Sharky, gościnnie: Żabson)         | brak                      | brak danych     | Trap After Death |
| 2020 | „Blik”                                                      | brak                      | brak danych     | Toxic            |
| 2020 | „Toast”                                                     | brak                      | brak danych     | Toxic            |
| 2020 | „Wolność”                                                   | brak                      | brak danych     | Toxic            |
| 2021 | „Ziomeczki ziomy”                                           | brak                      | brak danych     | Toxic            |
| 2021 | „Przekręt” (gościnnie: Trill Pem)                           | brak                      | brak danych     | Toxic            |
| 2021 | „Ballada o samotności (vlone)”                              | brak                      | brak danych     | Toxic            |
| 2021 | „Oscar” (gościnie: White Widow)                             | - POL: złota płyta        | - POL: 25 000+  | Toxic            |
| 2021 | „Sól”                                                       | - POL: złota płyta        | - POL: 25 000+  | Toxic            |
| 2021 | „Bez serca” (gościnnie: Miszel, Matiskater)                 | - POL: złota płyta        | - POL: 25 000+  | Toxic            |
| 2024 | „Młody Manson" (gościnnie: Szpaku, Kubi Producent, Lucassi) | - POL: 3× platynowa płyta | - POL: 150 000+ | TBA              |
| 2024 | „Power Up"                                                  | brak                      | brak danych     | TBA              |
| 2024 | „AK47"                                                      | - POL: złota płyta        | - POL: 25 000+  | TBA              |

### Single promocyjne
| Rok  | Album                                | Źródło  |
| ---- | ------------------------------------ | ------- |
| 2015 | „NaNaNa (Remix)” (gościnnie: Szopen) | [ 119 ] |
| 2016 | „Tяon”                               | [ 120 ] |
| 2017 | „2018 Freestyle”                     | [ 121 ] |
| 2018 | „List otwarty”                       | [ 122 ] |
| 2020 | „Tokyo Drift Freestyle”              | [ 123 ] |
| 2021 | „GX”                                 | [ 124 ] |
| 2022 | „Poland Remix”                       | [ 125 ] |

### Gościnne występy
| Rok  | Album                                              | Utwór                                                        | Źródło  |
| ---- | -------------------------------------------------- | ------------------------------------------------------------ | ------- |
| 2015 | Szamz, Kubi Producent – b.d                        | „Przeminie” (gościnnie: Young Multi)                         | [ 126 ] |
| 2016 | Tae Jetz – b.d                                     | „Vibin” (gościnnie: Young Multi, Markie)                     | [ 127 ] |
| 2016 | Remo – Możesz wszystko zacząć jeszcze raz          | „Play Live” (gościnnie: Young Multi, Doniu)                  | [ 128 ] |
| 2017 | Pablo Novacci – b.d                                | „Japanese Cars” (gościnnie: Young Multi)                     | [ 121 ] |
| 2017 | White 2115 – b.d                                   | „Kimś” (gościnnie: Young Multi)                              | [ 129 ] |
| 2018 | Dj.Frodo – b.d                                     | „Mamy To!” (gościnnie: Young Multi, Malik Montana, Smolasty) | [ 130 ] |
| 2018 | Kubi Producent – +18                               | „Superman” (gościnnie: Żabson, Young Multi)                  | [ 131 ] |
| 2018 | Żabson – b.d                                       | „Daddyshoes” (gościnnie: Young Multi)                        | [ 132 ] |
| 2018 | Deemz – Sauce                                      | „Gucci Mane” (gościnnie: Young Multi, Bedoes)                | [ 133 ] |
| 2018 | Bedoes & Kubi Producent – Kwiat polskiej młodzieży | „Delfin” (gościnnie: Koldi, Young Multi, Beteo)              | [ 134 ] |
| 2019 | Żabson – Internaziomal                             | „Twister” (gościnnie: Young Multi)                           | [ 135 ] |
| 2019 | SkiNNY BARBER & Sensey – b.d                       | „Universal Boys” (gościnnie: Young Multi)                    | [ 136 ] |
| 2020 | Matiskater – b.d                                   | „Gasss” (gościnnie: Young Multi)                             | [ 137 ] |
| 2020 | Matiskater - Dwie Twarze                           | „Nonstop” (gościnnie: Young Multi)                           | [ 138 ] |
| 2021 | Trill Pem – All Inclusive                          | „Designer Flow” (gościnnie: Young Multi)                     | [ 139 ] |
| 2021 | Matiskater – Dwie Twarze                           | „Fokus” (gościnnie: Young Multi)                             | [ 140 ] |
| 2022 | 2115 – Rodzinny biznes                             | „Teraz albo nigdy” (gościnnie: Young Multi)                  | [ 141 ] |
| 2024 | Kubi Producent – Sen, którego nigdy nie miałem     | „Metropolia” (gościnnie: Young Multi, Szpaku)                | [ 142 ] |
| 2025 | Otsochodzi – TThe Grind (Deluxe)                   | „Kiedyś cię znajdę (Remix)” (gościnnie: Young Multi, Oki)    | [ 143 ] |

### Teledyski
| Rok  | Tytuł                                                       | Reżyseria                  | Album            |
| ---- | ----------------------------------------------------------- | -------------------------- | ---------------- |
| 2015 | „Nie Wiem”                                                  | Michał Pascal Pawliszewski | Nowa Fala        |
| 2016 | „Tяon”                                                      | Merghani Video Agency      | –                |
| 2016 | „Nowa Fala”                                                 | Merghani Video Agency      | Nowa Fala        |
| 2017 | „Plotki”                                                    | H D S C V M                | Nowa Fala        |
| 2017 | „Więcej”                                                    | H D S C V M                | Nowa Fala        |
| 2017 | „Plecak”                                                    | H D S C V M                | Nowa Fala        |
| 2017 | „Pytasz mnie” (gościnnie: Merghani)                         | Merghani Video Agency      | Nowa Fala        |
| 2017 | „Diamenty” (gościnnie: Bedoes)                              | H D S C V M                | Nowa Fala        |
| 2017 | „Kim Ty Jesteś”                                             | Tomasens                   | Nowa Fala        |
| 2017 | „Nowy Sezon”                                                | H D S C V M                | Nowa Fala        |
| 2017 | „Trap”                                                      | Artur Kowal                | Nowa Fala        |
| 2018 | „Pogba”                                                     | Tomasens                   | Nowa Fala        |
| 2018 | „Skrrrt” (gościnnie: Beteo)                                 | Tomasens                   | Nowa Fala        |
| 2018 | „Skrzydła”                                                  | H D S C V M                | Trapstar         |
| 2018 | „Plan”                                                      | H D S C V M                | Trapstar         |
| 2018 | „Jeden dzień”                                               | H D S C V M                | Trapstar         |
| 2018 | „High Life”                                                 | Tomasens                   | Trapstar         |
| 2019 | „Self Made”                                                 | Konrad "nghtlou" Tułak     | Trapstar         |
| 2019 | „Kosmita”                                                   | Kooza                      | Trapstar         |
| 2019 | „9 żyć” (oraz Fast Life Sharky)                             | Artur „Brevko” Kowal       | Trap After Death |
| 2019 | „Skate 3” (oraz Fast Life Sharky)                           | Tomasens                   | Trap After Death |
| 2019 | „Torba” (oraz Fast Life Sharky)                             | Artur „Brevko” Kowal       | Trap After Death |
| 2019 | „K4fle!” (oraz Fast Life Sharky, gościnnie: Żabson)         | Tomasens                   | Trap After Death |
| 2020 | „Blik”                                                      | przecinkowski              | Toxic            |
| 2020 | „Toast”                                                     | Tomasens                   | Toxic            |
| 2021 | „Ziomeczki Ziomy”                                           | Kooza                      | Toxic            |
| 2021 | „Przekręt” (gościnnie: Trill Pem)                           | Zdvnczuk                   | Toxic            |
| 2021 | „Ballada o samotności (vlone)”                              | Leeo & Młody Kogut         | Toxic            |
| 2022 | "Oscar" (gościnnie: White Widow)                            | xawito                     | Toxic            |
| 2022 | "POLAND Remix"                                              | Kooza                      | –                |
| 2024 | "Młody Manson" (gościnnie: Szpaku, Kubi Producent, Lucassi) | Kooza                      | -                |
| 2024 | "Power Up"                                                  | Kooza                      | -                |
| 2024 | "AK47"                                                      | Kooza                      | -                |